# Montfrin
Montfrin település Franciaországban, Gard megyében. Lakosainak száma 3125 fő (2022. január 1.). Montfrin Comps, Fournès, Jonquières-Saint-Vincent, Meynes, Sernhac, Théziers és Vallabrègues községekkel határos.

## Népesség
A település népességének változása:
| Lakosok száma | 2055 | 2404 | 2685 | 3010 | 3187 | 3211 | 3189 | 3163 | 3149 | 3125 |
|               | 1968 | 1982 | 1990 | 2006 | 2013 | 2015 | 2017 | 2019 | 2020 | 2022 |